# Mystère (album)
Pour les articles homonymes, voir Mystère.
Albums de La Femme
Psycho Tropical Berlin
(2013) Paradigmes
(2021)
Singles
1. Sphynx
Sortie : 17 mars 2016
2. Où va le monde
Sortie : 3 juin 2016
3. Septembre
Sortie : 26 août 2018

Mystère est le deuxième album studio du groupe musical français La Femme, sorti le 2 septembre 2016. Il est distribué par Universal sous le label Barclay.

## Liste des pistes
| 1.    | Sphynx                         | 5:45  |
| 2.    | Le vide est ton nouveau prénom | 4:07  |
| 3.    | Où va le monde                 | 5:37  |
| 4.    | Septembre                      | 3:51  |
| 5.    | Tatiana                        | 2:43  |
| 6.    | Conversations nocturnes        | 0:21  |
| 7.    | SSD                            | 4:30  |
| 8.    | Exorciseur                     | 2:38  |
| 9.    | Elle ne t'aime pas             | 3:58  |
| 10.   | Mycose                         | 3:51  |
| 11.   | Tueur de fleurs                | 3:43  |
| 12.   | Al Warda                       | 5:02  |
| 13.   | Psyzook                        | 3:39  |
| 14.   | Le Chemin                      | 4:37  |
| 15.   | Vagues                         | 13:02 |
| 16.   | Always In The Sun              | 4:06  |
| 71:30 |                                |       |

## Classement hebdomadaire
En France, Mystère entre dans les charts du Syndicat national de l'édition phonographique le 28 août 2016 en neuvième position et en ressort, après seize semaines, le 15 juillet 2017 en 248e position. En Wallonie l'album reste dix semaines dans le classement musical Ultratop, et évolue de la 38e place le 10 septembre 2016 à la 94e place le 19 novembre 2016. En Suisse, il ne reste qu'une semaine au Schweizer Hitparade, à la 74e place.
| Classement                   | Meilleure position |
| ---------------------------- | ------------------ |
| Belgique (Wallonie Ultratop) | 38                 |
| France (SNEP)                | 9                  |
| Suisse (Schweizer Hitparade) | 74                 |